# Constantin Joseph Pescatore
Constantin Joseph Pescatore (Ciutat de Luxemburg, 16 de desembre de 1787- Sandweiler, 31 d'octubre de 1858) va ser un polític i empresari luxemburguès. Va ocupar el càrrec com a alcalde de la ciutat de Luxemburg de 1817 a 1820.
De 1842 a 1848 va ser membre de l'Assemblea d'Estats, i de 1854-1856 membre de la Cambra de Diputats de Luxemburg. El 1845 va ser fundador de la Societat per a la Investigació i la conservació dels monuments històrics al Gran Ducat de Luxemburg. La seva filla Marie Pescatore (1819-1894) es va casar amb Paul Scherff, president de la Cambra de Diputats.